# Gerosa
Gerosa är en ort och frazione i kommunen Val Brembilla i provinsen Bergamo i regionen Lombardiet i Italien. 
Gerosa upphörde som kommun den 4 februari 2014 och bildade med den tidigare kommunen Brembilla den nya kommunen Val Brembilla. Den tidigare kommunen hade 381 invånare (2013).